# دي إتش إل الطيران الدولي إم إي
دي إتش إل الطيران الدولي إم إي هي شركة شحن جوي لنقل الشحنات في البحرين وتملكها بالكامل شركة دويتشه بوست دي إتش إل وتدير شركة دي إتش إل إكسبريس المتخصصة في خدمات التوصيل السريع في الشرق الأوسط بما في ذلك أفغانستان والعراق وباكستان. قاعدتها الرئيسية في مطار البحرين الدولي.

## التاريخ
تأسست شركة الطيران وبدأت العمليات في 1979. وفي عام 1996 بدأت شركة الطيران باستخدام بوينغ 757 لتسيير رحلات جوية بين البحرين وأوروبا. اعتبارا من عام 2004 حلقت رحلات طيران في الشرق الأوسط وأوروبا وآسيا وأفريقيا.

## أسطول
يتكون أسطول شركة دي إتش إل الدولية للطائرات التالية:
| الطائرة   | في الأسطول | الأوامر | الملاحظات       |
| --------- | ---------- | ------- | --------------- |
| بوينغ 727 | 4          | 0       | تعمل لطيران ناس |
| بوينغ 757 | 4          | 0       |                 |
| بوينغ 767 | 2          | 0       |                 |
| المجموع   | 10         | 0       |                 |

### تعمل سابقا
في يناير 2005 كما تعمل في شركة الطيران:
- 2 فيرتشايلد ميترو 23.
- 3 فيرتشايلد ميترو 3.

## الحوادث
وقع اصطدام أوبيرلينغن الجوي في 1 يوليو 2002 فوق جنوب ألمانيا بين دي إتش إل الشرق الأوسط 757 وطائرة خطوط بال باشكيريان الجوية توبوليف تو 154. توفي 69 شخصا كانوا على متن الطائرة وكذلك كل من طياري طائرة الشحن في الحادث.